# بيروغراف
البيروغراف هو جهاز يعمل بالكهرباء له عدة رؤوس(ريش)، حيث تستخدم في عملية الحرق وهي مختلفة حسب التصميم المراد عمله، يمكن تثبيتها بواسطة برغي ويمكن التحكم بدرجة الحرارة بواسطة منظم التحكم.
أما بالنسبة للجهاز الكاوي فهو جهاز بسيط يعمل بالكهرباء، لا يمكن التحكم بدرجة الحرارة فيه، يمكن استخدامه كبديل لجهاز البيروغراف في فن الحرق على الخشب.
اما بالنسبة للنتائج عند استخدام الجهازين فتكون أكثر دقة عند استخدام جهاز البيروغراف بسبب التحكم بدرجات الحرارة وبالتالي التحكم بدرجات الظل والنور، الفاتح والغامق عند تنفيذ عملية الحرق للوحة الفنية. اما بالنسبة للجهاز الكاوي فيمكن إعطاء نتائج قريبة ولكن اقل دقة وذلك بالضغط على الكاوي أثناء الحرق لإعطاء نتائج داكنة أو تخفيف الضغط أثناء الحرق لإعطاء درجات افتح وهكذا.

## معرض صور

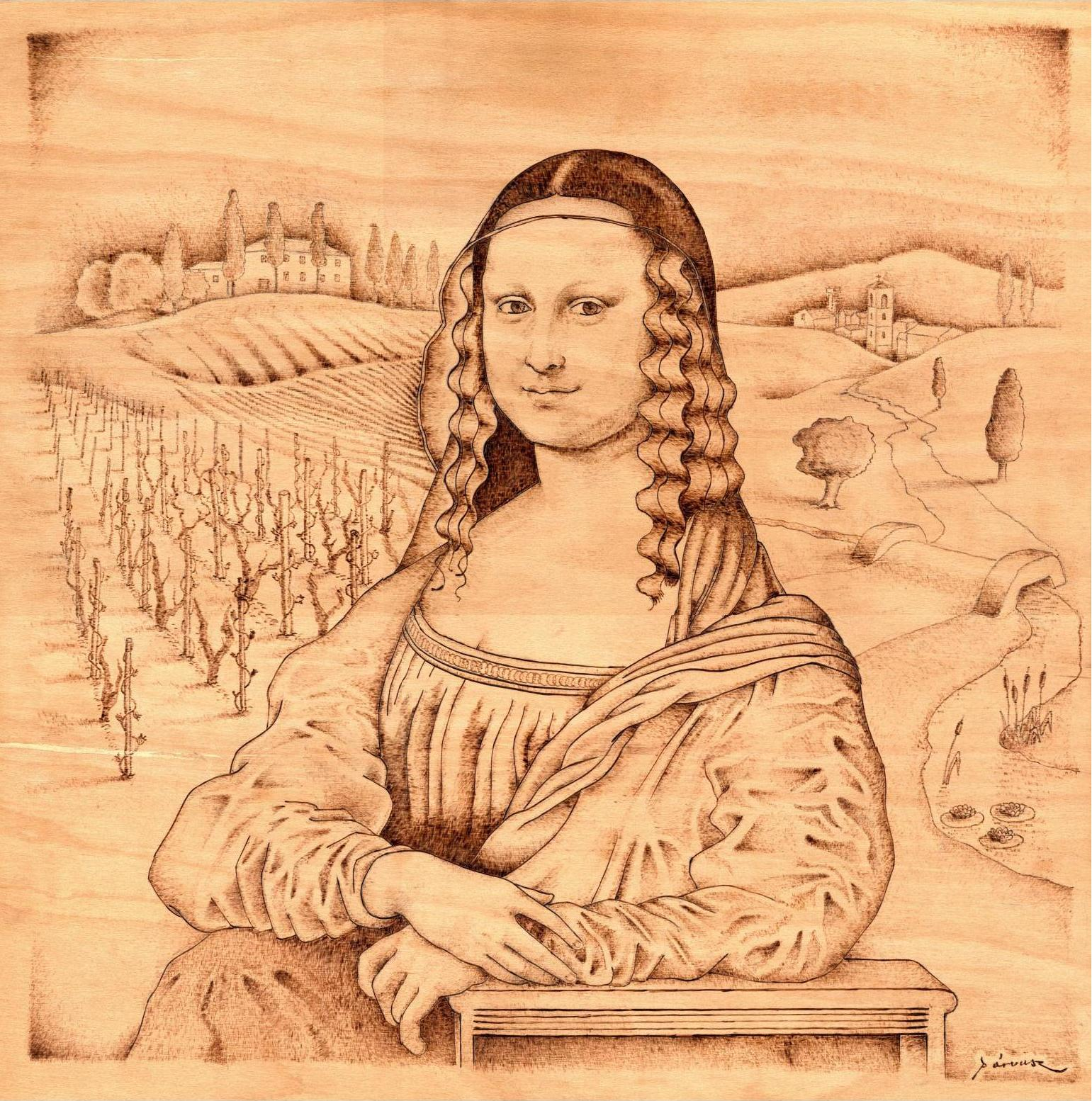
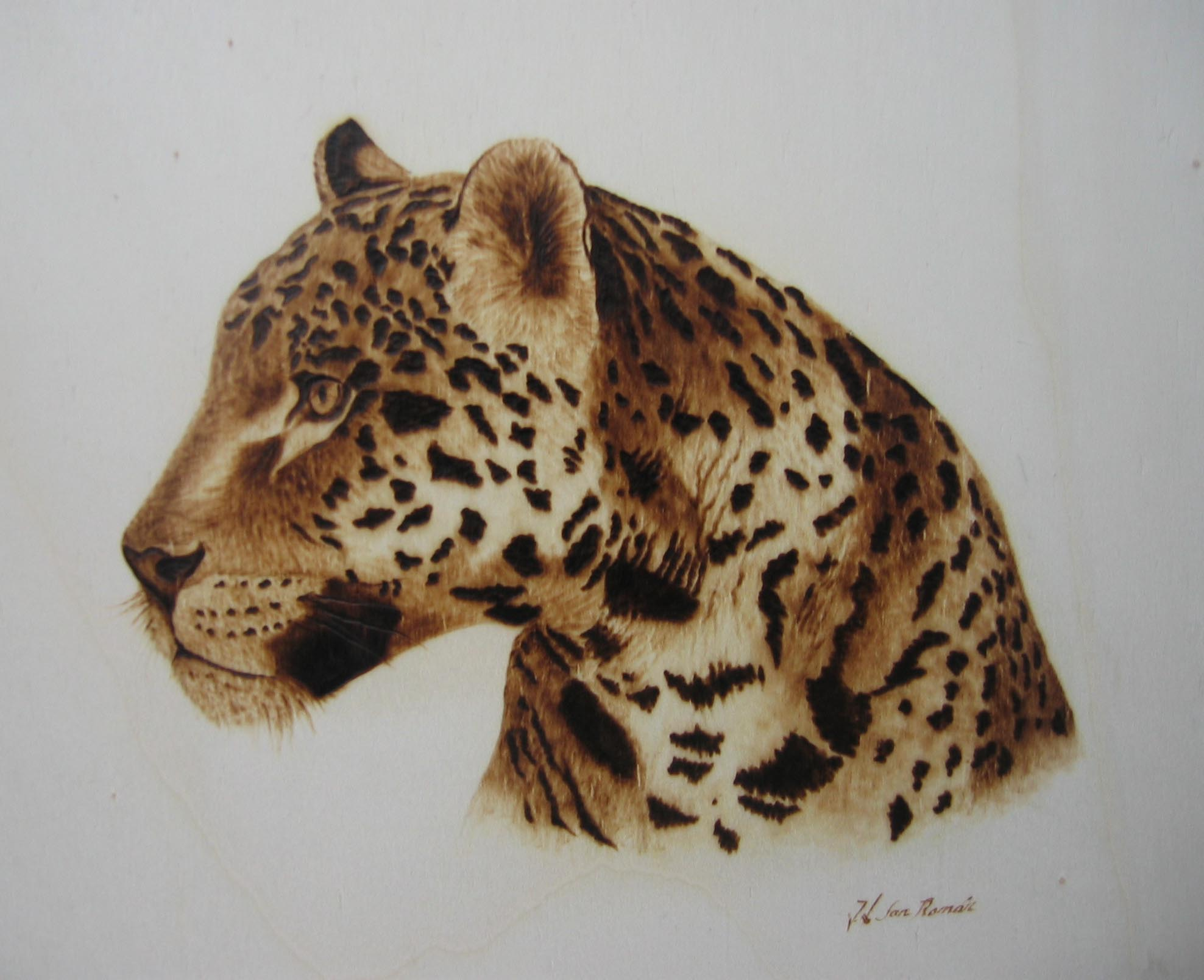
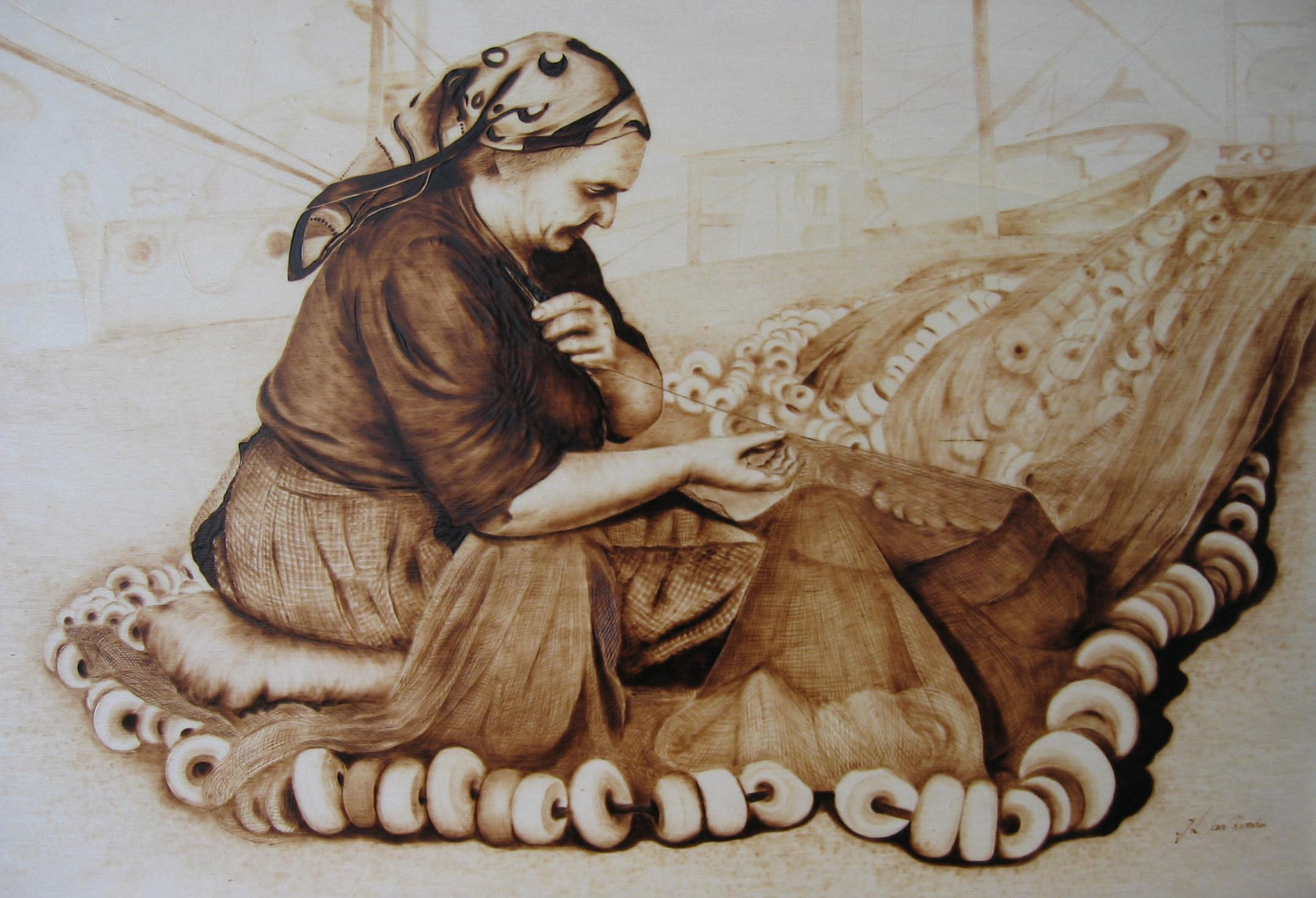
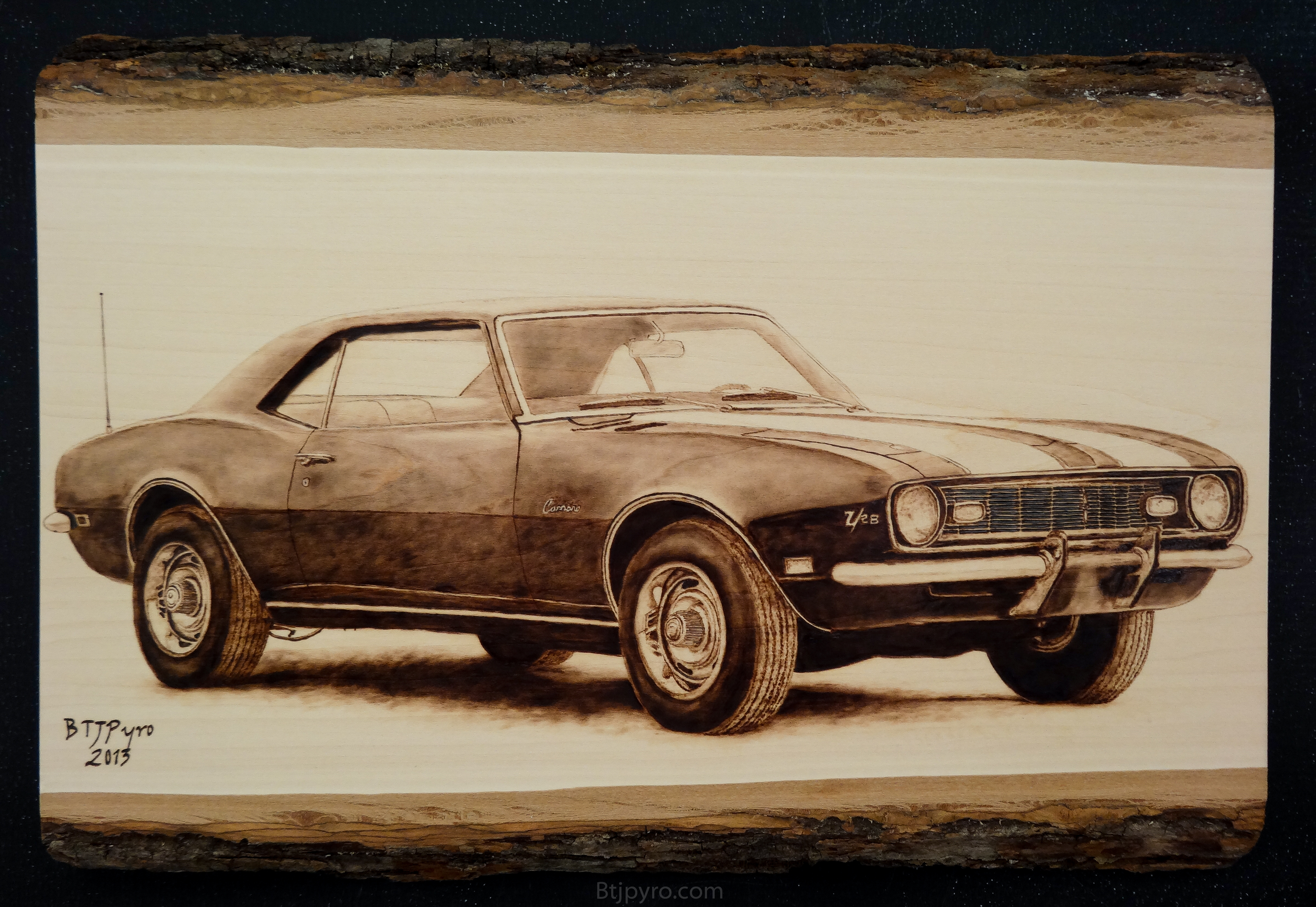